# Kill Me, Heal Me
Kill Me, Heal Me este un film serial sud-coreean din anul 2015 produs de postul MBC.

## Distribuție
- Ji Sung - Cha Do-hyun (Cha Joon-young)
- Hwang Jung-eum - Oh Ri-jin (Cha Do-hyun)
- Park Seo-joon - Oh Ri-on (Omega / Oh Hwi)
- Oh Min-suk - Cha Ki-joon
- Kim Yoo-ri - Han Chae-yeon